# Bemos
Der Bemos ist ein rechter Nebenfluss des Rio Comoro in Osttimor.

## Quellflüsse, Nebenflüsse und Verlauf

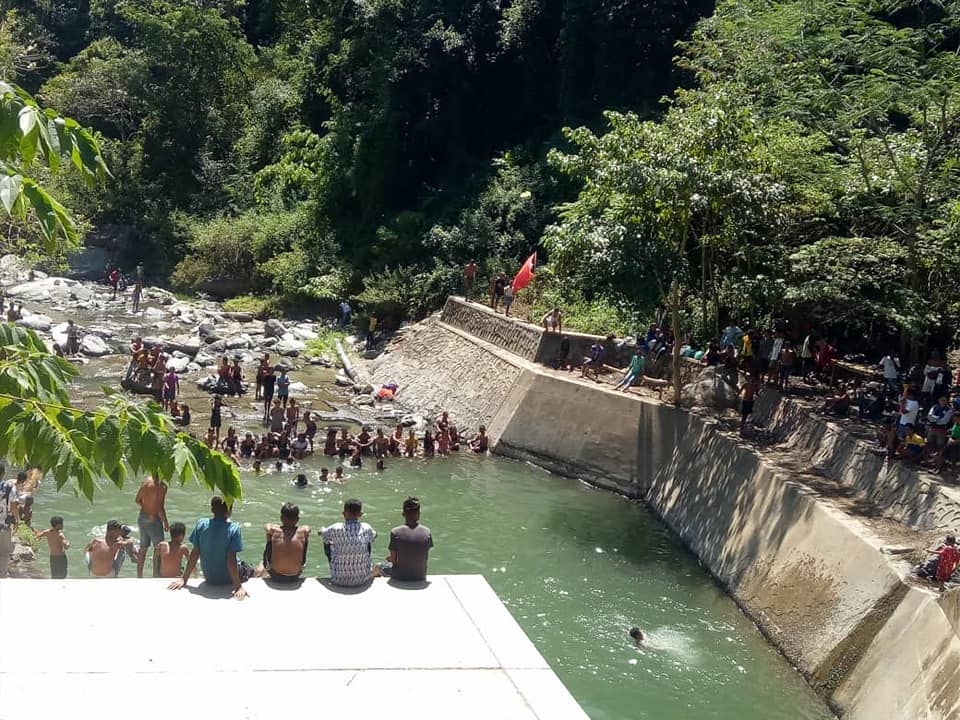
Der Bemos in Tohumeta

Der Bemos entspringt südlich des Orts Talitu im Suco Talitu (Verwaltungsamt Laulara, Gemeinde Aileu) auf etwa 720 m Höhe im Wald.
Stark mäandrierend fließt der Fluss weiter durch den Suco Cotolau und bildet, nach Westen fließend, bald darauf einen Teil der Grenze der Gemeinde Aileu (Suco Madabeno und Tohumeta) und der Gemeinde Dili (Suco Dare). Dabei fließt der Bemos teils genau auf der Grenze, teils liegt die Grenze mal etwas rechts- und mal etwas linksseitig des Flusses. Nachdem er nach Norden in die Gemeinde Dili geschwenkt ist, fließt er in nächster Nähe parallel zum Rio Comoro durch den Suco Comoro. Hier im Unterlauf ändert sich der Name in Beinas. In der Regenzeit bilden die beiden Flüsse sogar ein gemeinsames Bett, außerhalb versiegen beide Flüsse, so dass nur das gemeinsame, ausgetrocknete Kiesbett zurückbleibt.
Der gemeinsame Flusslauf beginnt etwas südwestlich von Casnafar. Der genaue Verlauf der beiden Flüsse ist im gemeinsamen Flussbett kaum klar voneinander unterscheidbar. Kurz vor der Küste fließt der Beinas bei Mate Lahotu, einem Stadtteil von Dili, schließlich endgültig in den Rio Comoro.